# Tsetsebjwe
Tsetsebjwe is een dorp in het district Central in Botswana. De plaats telt 4393 inwoners (2011).